# Овендейл (Мічиган)
Овендейл (англ. Owendale) — селище (англ. village) в США, в окрузі Гурон штату Мічиган. Населення — 275 осіб (2020).

## Географія
Овендейл розташований за координатами 43°43′38″ пн. ш. 83°16′2″ зх. д. / 43.72722° пн. ш. 83.26722° зх. д. (43.727361, -83.267148).  За даними Бюро перепису населення США в 2010 році селище мало площу 1,93 км², уся площа — суходіл.

## Демографія
Згідно з переписом 2010 року, у селищі мешкала 241 особа в 99 домогосподарствах у складі 65 родин. Густота населення становила 125 осіб/км².  Було 116 помешкань (60/км²).
Расовий склад населення:
| - 96,3 % — білих - 0,4 % — корінних американців |

До двох чи більше рас належало 2,9 %. Частка іспаномовних становила 2,9 % від усіх жителів.
За віковим діапазоном населення розподілялося таким чином: 25,7 % — особи молодші 18 років, 59,4 % — особи у віці 18—64 років, 14,9 % — особи у віці 65 років та старші. Медіана віку мешканця становила 35,5 року. На 100 осіб жіночої статі у селищі припадало 100,8 чоловіків;  на 100 жінок у віці від 18 років та старших — 86,5 чоловіків також старших 18 років.
Середній дохід на одне домашнє господарство  становив 40 890 доларів США (медіана — 39 375), а середній дохід на одну сім'ю — 45 344 долари (медіана — 50 833). За межею бідності перебувало 22,2 % осіб, у тому числі 26,2 % дітей у віці до 18 років та 17,1 % осіб у віці 65 років та старших.
Цивільне працевлаштоване населення становило 75 осіб. Основні галузі зайнятості: виробництво — 28,0 %, роздрібна торгівля — 22,7 %, освіта, охорона здоров'я та соціальна допомога — 12,0 %, сільське господарство, лісництво, риболовля — 12,0 %.